# Paul Arizin
Paul Joseph Arizin (født 9. april 1928, død 12. december 2006) var en amerikansk basketballspiller, som tilbragte hele sin NBA-karriere med Philadelphia Warriors, hvor han vandt et mesterskab i 1956. Han var på All-Star holdet 10 gange i sin karriere. Han kaldes ofte pioneren af den moderne skydteknik i basketball, som han populariserede i 1950'erne.

## Collegekarriere
Arizin spillede collegebasketball hos Villanova University, og blev i 1950 kåret som årets spiller i collegebasketball på landsplan.

## Professionelle karriere
Arizin blev draftet af sit lokalhold Philadelphia Warriors i 1950, og etablerede sig hurtigt som en af ligaens bedste spillere. Han ledte ligaen i scoring i 1951-52 sæsonen. Denne dominans blev dog pludseligt sat på pause, da han i blev indkaldt til militærtjeneste i Koreakrigen i 1952. Arizin tjente to år i militæret, og opnåede ranken af sergent.
Arizin vendte tilbage til NBA i 1954, og var lige så god som før. Han ledte Warriors til mesterskabet i 1956, og blev i 1956-57 igen topscorer i ligaen. Han spillede i NBA frem til 1962.
Efter at have forladt NBA, spillede Arizin tre sæsoner for Camden Bullets i Eastern Professional Basketball League.

## Eftermæle
Arizin populariserede skydeteknikken med at hoppe under skuddet, kaldet jump shot. Denne teknik, sammen med at skyde med en hånd og bruge den anden som støttehånd, er siden blevet den mest almindelige.
Han blev i 1978 inkluderet i Naismith Memorial Basketball Hall of Fame.

## Privat
Arizin døde den 12. december 2006 i en alder af 78.